# عبد الرحمان الجيلالي
عبد الرحمان بن محمد الجيلالي الحسني (1908 ببولوغين الجزائر - 12 نوفمبر 2010 الجزائر) فقيه وعالم ومؤرخ وأديب ومفكر جزائري.

## نشأته ودراسته
يعود نسبه إلى عبد القادر الجيلاني من ذرية الحسن بن علي بن أبي طالب الهاشمي القرشي ويقطن قومه بسهول متيجة.
درس على عدة شيوخ في المساجد والزوايا، ومنهم عبد الحليم بن سماية الذي كان من منتقدي النظام الاستعماري رغم أنه كان أستاذا في إحدى المدارس الرسمية، كما تتلمذ الجيلالي على الشيخ المولود الزريبي الأزهري الذي كان مصلحا ثائرا، وكان الزريبي قد تخرج من الأزهر وعاد إلى الجزائر ليدعو إلى النهضة والإصلاح ولكنه واجه العقوق والركود.
كما درس الجيلالي على الشيخ الحفناوي صاحب (تعريف الخلف)، الذي كان من رجال الدين الرسميين ومن الصحفيين الذين عملوا في جريدة المبشر الرسمية طويلا. ودرس الجيلالي على الشيخ محمد بن أبي شنب أيضا.

## التدريس
ومهما كان الأمر فإن ثقافة الجيلالي كانت عصامية، وشملت التعمق في القرآن والحديث والأدب والتاريخ والفقه. وقد تولى التدريس بدوره في مدرسة الشبيبة الإسلامية أثناء إدارة الشاعر محمد العيد آل خليفة لها خلال الثلاثينات. ولم يكن نشاطه بارزا لولا بعض المقالات القليلة في الشهاب، وكتابه في ذكرى محمد ابن أبي شنب سنة 1933.
درس الجيلالي في المساجد الآتية بالعاصمة: الجامع الكبير والجامع الجديد ومسجد سيدي رمضان ومسجد سفير وكذلك في مدرسة الإحساس ومدرسة الهداية،

## نشاطه وانتاجته
رصيد الشيخ الجيلالي زاخر من النشاط العلمي والديني. تاريخ الجزائر العام أوائل الخمسينات (1953)، وهو في جزئين. وقد تناول التاريخ من أقدم العصور إلى العهد العثماني. وللشيخ عبد الرحمان الجيلالي عشرات الأعمال في مختلف الميادين الدينية، الأدبية، الفنية والتاريخية، جعلته يتحصل على أوسمة استحقاق من مؤسسات علمية متخصصة. كما ساهم في تأسيس مجلة الأصالة الصادرة عن المجلس الإسلامي الأعلى. كما قدم الشيخ الجيلالي محاضرات في 14 طبعة من مؤتمر الفكر الإسلامي،
كان عضوا فعالا في الديوان الوطني لحقوق التأليف. وحاز عضوية المجلس الإسلامي الأعلى غداة الاستقلال في لجنة الفتوى التي كان يشرف عليها الشيخ أحمد حماني.
للشيخ عبد الرحمان الجيلالي عدة مقالات في الصحف والمجلات الجزائرية إضافة إلى مؤلفات أخرى مثل كتاب تاريخ الجزائر العام المنشور في جزأين وكتاب تاريخ المدن الثلاث: الجزائر، المدية، مليانة، وكتاب خاص بذكرى العلامة الدكتور بن أبي شنب، وكتاب حول العملة الجزائرية في عهد الأمير عبد القادر، وكتاب ابن خلدون في الجزائر. ومن تآليفه المخطوطة: فن التصوير والرسم عبر العصور الإسلامية، والمستشرقون الفرنسيون والحضارة الإسلامية، وفنون الطلاسم، والربقع المجيب.
وله مئات المقالات نشرت في عدة صحف ومجلات وطنية مثل الشعب الثقافي، ومجلة الأصالة وعدد من الصحف العربية.
كرمت جامعة الجزائر الشيخ عبد الرحمان الجيلالي بمنحه شهادة دكتوراه فخرية.

## وفاته
توفي عبد الرحمان الجيلالي في وقت مبكر من يوم الجمعة 12 نوفمبر 2010 عن عمر ناهز 102 سنة ودفن عصر نفس اليوم بمقبرة سيدي امحمد، وسط جو مهيب، بعد أن ألقيت عليه النظرة الأخيرة بدار الإمام في المحمدية.

## مواضيع ذات صلة
- قائمة أعلام الجزائريين
- المرجعية الدينية الجزائرية
- مقبرة سيدي أمحمد بوقبرين
- علماء و مصلحون جزائريون
- علماء الدين الإسلامي